# Belagerung von Ofen (1684/1686)
Wien – Kahlenberg – Párkány – Gran I – Waitzen (Vác) –  Ofen I – Gran II – Neuhäusel (Nové Zámky) – Eperies – Ofen II – Mohács (Harsány) – Belgrad I – Derbend – Pataczin – Nisch – Belgrad II – Szlankamen – Belgrad III – Peterwardein – Lippa (Lipova)  – Lugos (Lugoj) – Temesvár – Olasch (Bega) – Zenta
Die Belagerung von Ofen (Buda) war Teil des Großen Türkenkriegs. Bei der ersten Belagerung 1684 verloren die Kaiserlichen aufgrund eines osmanischen Entsatzheeres. Beim zweiten Anlauf 1686 wurde die Stadt eingenommen und es kam zu einem Massaker an den muslimischen Einwohnern der Stadt.

## Ausgangssituation
Schon 1541 wurde Buda (deutsch: Ofen) von den Türken erobert und sollte 145 Jahre lang osmanisch beherrscht werden. Durch die türkische Niederlage von 1683 bei Wien im großen Türkenkrieg sah Kaiser Leopold I. nun endlich die Chance gekommen, zum Gegenschlag auszuholen. Unter Mithilfe von Papst Innozenz XI. wurde am 5. März 1684 die Allianz der Heiligen Liga gegen die Osmanen geschlossen. König Johann III. Sobieski von Polen, Kaiser Leopold I. und die Republik Venedig schlossen ein Bündnis, welches sich gegen die Osmanen richten sollte.

## Erste Belagerung 1684
Ein etwa 38.000 Mann starkes Heer machte sich im Frühjahr 1684 unter Karl V. von Lothringen auf, um Ofen von den Osmanen zu befreien.
Nachdem die Hauptarmee am 13. Juni bei Gran/Esztergom die Donau übergesetzt hatte, erschien die Vorhut des kaiserlichen Heeres unter dem Befehl von Maximilian Lorenz von Starhemberg und des Generals der Kavallerie Markgraf Ludwig Wilhelm von Baden am 15. Juni vor Vicegrad/Visegrád. Am 16. Juni wurde die Stadt Gran von den kaiserlichen Truppen ungeachtet ihrer starken Mauern im Sturm erobert, nachdem ein Tor mit dem Geschütz zerstört worden war. Der größte Teil der osmanischen Besatzungstruppen wurde getötet und die Stadt geplündert. Nur wenige Osmanen konnten sich in das Schloss auf dem Felsen oberhalb der Stadt zurückziehen. Nach nur eineinhalbtägiger Belagerung kapitulierte am 18. Juni die restliche osmanische Besatzung.
Am 27. Juni traf das kaiserliche Heer bei Waitzen/Vác auf ein 17.000 Mann starkes osmanisches Heer. Obwohl sich die Osmanen in einer günstigen Position verschanzt hatten, ließ Karl V. mit Artilleriefeuer den Kampf eröffnen. Das Zentrum der kaiserlichen Truppen wurde dabei von Maximilian Lorenz von Starhemberg angeführt und nach einem kurzen Kampf konnten die osmanischen Truppen geschlagen werden. Sogar Waitzen fiel noch am selben Tag in die Hände der Kaiserlichen. Am 30. Juni rückte die kaiserliche Hauptarmee in die Stadt Pest ein, die kurz zuvor von den Osmanen in Brand gesteckt worden war. Nachdem die Armee bei Waitzen wieder das Donauufer gewechselt hatte, begann am 14. Juli 1684, dem Jahrestag des Beginns der Wienbelagerung, mit 34.000 Mann die Belagerung Budas, welche von etwa 10.000 Osmanen mit über 200 Geschützen verteidigt wurde, der Beschuss der Festung. Feldmarschall Graf Ernst Rüdiger von Starhemberg wurde mit der Leitung der Belagerung beauftragt. Am 19. Juli gelang es den kaiserlichen Truppen, die Unterstadt Budas einzunehmen. Da aber zu wenig Truppen zu deren Besetzung vorhanden waren, ließ Ernst Rüdiger die Häuser in Brand stecken. Die im Juli und August durchgeführten Angriffe unter dem Kommando von Ernst Rüdiger und Maximilian wurden alle von den Verteidigern zurückgeschlagen. Am 10. August fiel der osmanische Kommandant Kara Mehmed Pascha bei der Abwehr eines Angriffes. Anfang September, so berichtet ein General, sei die Zahl der diensttauglichen kaiserlichen Soldaten von 34.000 auf 12.500 gesunken. Zudem war die Moral der Belagerer niedrig. Erst als am 11. September ein kaiserliches Hilfskorps Buda erreichte, wurden die Belagerungsaktivitäten verstärkt.
Doch am 22. September traf ein Entsatzheer der Osmanen ein, die sogleich in den Angriff übergingen. Dieser Angriff konnte zwar von den Kaiserlichen abgewehrt werden, doch das osmanische Entsatzheer konnte nicht entscheidend geschlagen werden. Die ständigen Störangriffe des Entsatzheeres und Ausfälle der türkischen Stadtbesatzung zermürbten die Belagerer endgültig. Zudem musste Ernst Rüdiger von Starhemberg, der unter starken Gichtbeschwerden litt, in der Leitung der Belagerung abgelöst werden. Da die Witterung im Oktober ungünstig ausfiel, wurde entschieden, die Belagerung abzubrechen. Am 30. Oktober zog sich die kaiserliche Armee nach 109 Tagen Belagerung zurück. Durch osmanische Ausfälle, Ruhr und Fieberepidemien, schlecht angelegte Laufgräben sowie durch taktische Fehler bei der Belagerung selbst schrumpfte die alliierte Streitmacht um mehr als die Hälfte. Bei den christlichen Alliierten waren nach diesem gescheiterten Unternehmen 23.000 Mann an Verlusten zu beklagen, darunter Friedrich August von Sachsen-Eisenach sowie Hauptmann Paul Joseph Jakob von Starhemberg. Ernst Rüdiger von Starhemberg wurde die Schuld am Misslingen der Belagerung Budas aufgebürdet, obwohl er am Anfang als Einziger gegen diese Belagerung war.

## Zweite Belagerung 1686

Charles Herbel:
Die Erstürmung von Ofen 1686
(Innsbruck, Hofburg, vor 1701)

Zwei Jahre nach der erfolglosen Belagerung von Ofen wurde 1686 ein erneuter Feldzug zur Einnahme der ungarischen Hauptstadt gestartet, an der diesmal mit 75.000–80.000 Mann eine doppelt so starke christliche Streitmacht teilnahm. Die osmanische Garnison von Buda bestand aus etwa 7.000 Mann. Mitte Juni 1686 wurde mit der Belagerung begonnen. Am 27. Juli kam es zu einem großen Angriff gegen die Festung. Äußere Bastionen konnten zwar unter hohen Verlusten von den christlichen Truppen eingenommen werden, doch der Angriff wurde schließlich zurückgeschlagen. Ein von Großwesir Sarı Süleyman Pascha geführtes türkisches Entsatzheer traf Mitte August vor Ofen ein, doch Suleiman Pascha scheute eine Feldschlacht gegen die Belagerungsarmee. Seine Truppen lieferten sich höchstens kleine Gefechte und störten den Nachschub der Belagerer. Am 2. September 1686 kam es zum erfolgreichen Generalsturm auf die Festung. Prinz Eugen und seine Dragoner waren nicht direkt an der Einnahme beteiligt, sondern sicherten den Rücken ihres Heeres gegen die osmanische Entsatzarmee, welche die Einnahme der Stadt, seit 143 Jahren in osmanischem Besitz, nicht verhindern konnte.

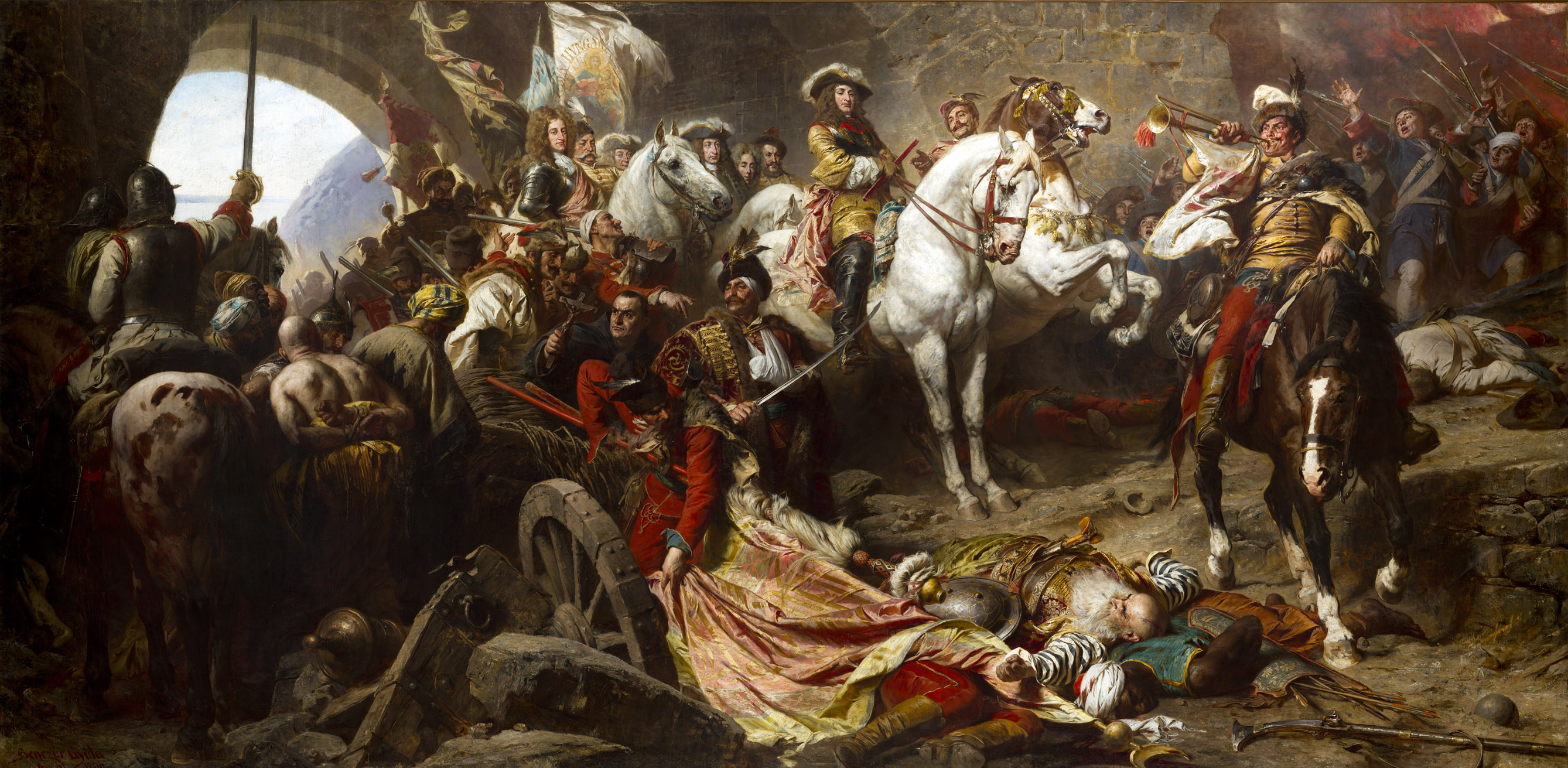
Karl V. von Lothringen und Prinz Eugen reiten in die Festung von Buda ein, historisierendes Gemälde von Gyula Benczúr, 1896

Nach der Erstürmung entlud sich der ganze Zorn der siegreichen Soldaten gegen die „Heiden“. Die osmanische Bedrohung, die im Bewusstsein des damaligen Europas über Jahrhunderte fest verankert war, die in ganz Europa verbreitete Wut über die angeblichen Gräueltaten der Osmanen gegen die Zivilbevölkerung und der von Kirche und Glauben angefachte religiöse Hass entluden sich nun an Besatzung und Bevölkerung von Ofen:

„Ofen wurde eingenommen und der Plünderung preisgegeben. Die Soldaten begingen dabei tausenderlei Exzesse. Gegen die Türken, wegen ihres langen und hartnäckigen Widerstandes, der eine erstaunliche Menge ihrer Kameraden das Leben gekostet hatte, aufgebracht, sehen sie weder auf Alter noch Geschlecht. Der Kurfürst von Bayern und der Herzog von Lothringen, durch das Seufzen der Männer die man umbrachte, und der Weiber, die vergewaltigt wurden, gerührt, erteilten so gute Ordres, daß  dem Niedermetzeln Einhalt geschah und noch über 2000 Türken das Leben gerettet wurde …“

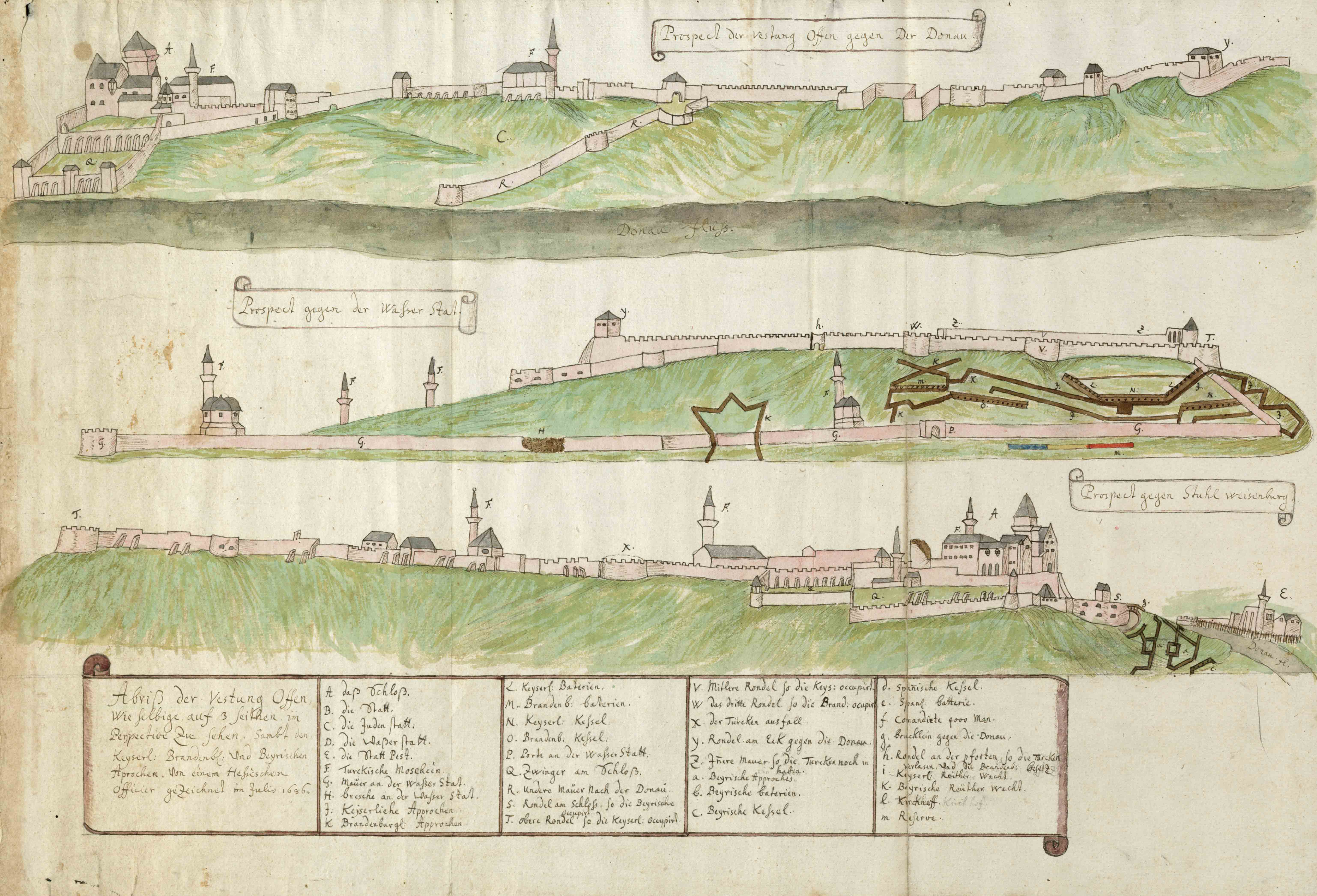
Festung Ofen während des Großen Türkenkriegs 1686

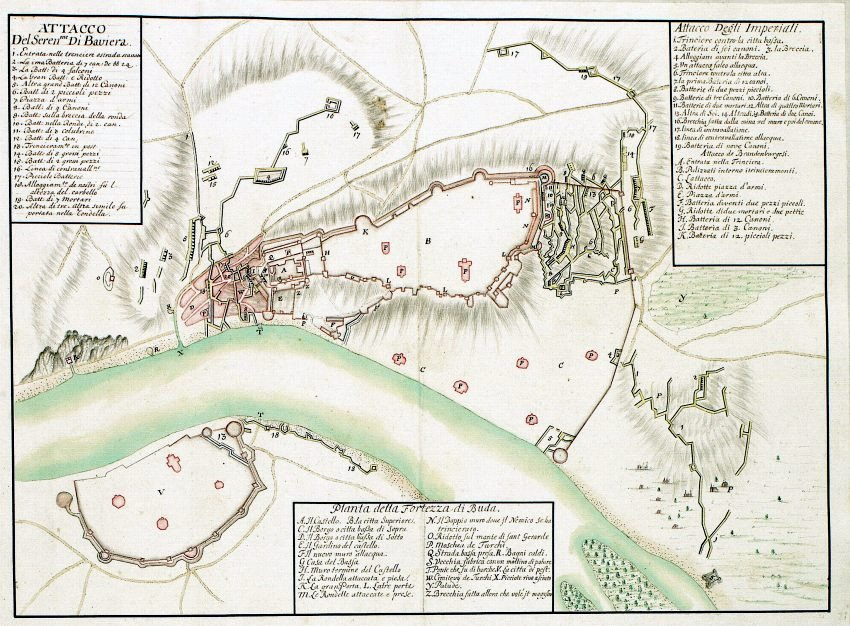
Plan der Festung von Buda und der Belagerung 1686

Bei dem Massaker der kaiserlichen Truppen wurden 3000 Türken getötet. Die Gewalt richtete sich nicht nur gegen die Muslime, sondern ebenfalls gegen die jüdische Bevölkerung von Ofen. In den ersten drei Tagen nach der Eroberung der Stadt wurde die jüdische Gemeinde Ofens nahezu vernichtet. Von den etwa 1.000 jüdischen Einwohnern der Stadt wird rund die Hälfte getötet.
Manche der Kirchen in Buda wurden von den Osmanen während ihrer Herrschaftszeit zu Moscheen umgebaut, zerstört wurden sie von ihnen jedoch nicht. Die Stadt wurde, während sie sich im osmanischen Besitz befand, zu einem Kultur- und Wirtschaftszentrum ausgebaut. Moscheen, Kirchen, Volksküchen, Schulen, Bäckereien und zahlreiche türkische Bäder befanden sich in Buda. Die intellektuellen Schätze und künstlerischen Kostbarkeiten (unter anderem Handschriften aus der corvinischen Bibliothek und Prachtstücke der Buchmalerei) waren von den Osmanen sorgsam aufbewahrt worden.

## Folgen
Als Folge der Einnahme Ofens sowie der gewonnenen Schlacht bei Mohács (1687) erkannte der ungarische Reichstag im November 1687 in Pressburg die Erblichkeit der ungarischen Krone im Haus Habsburg an und verzichtete gleichzeitig auf das Widerstands- sowie Widerspruchsrecht. Außerdem verpflichtete sich der ungarische Reichstag, den habsburgischen Thronfolger noch zu Lebzeiten seines Vaters zum König von Ungarn zu krönen. So wurde am 9. Dezember 1687 Joseph, der neunjährige Sohn Kaiser Leopolds, als erster erblicher König mit der Stephanskrone gekrönt. Ungarn war nun endgültig Erbland der Habsburger. Bereits im Juni 1688 wurde die „Kommission zur Einrichtung des Königreichs Ungarn“ geschaffen, um im Land der Stephanskrone eine starke monarchistische Regierung, unter Berücksichtigung des Wiener Absolutismus und des Merkantilismus, zu schaffen.